# Chaïm Perelman
Chaïm Perelman (Varsóvia, 20 de maio de 1912 – Bruxelas, 22 de janeiro de 1984) foi um filósofo do Direito que viveu e ensinou durante a maior parte de sua vida na Bélgica. É um dos mais importantes teóricos da Retórica no século XX. Sua obra principal é o Traité de l'argumentation - la nouvelle rhétorique ("Tratado da argumentação – a nova retórica"), de 1958, escrito em conjunto com Lucie Olbrechts-Tyteca. Outro livro muito importante do autor, principalmente no meio universitário, é o intitulado "Lógica Jurídica". No Brasil, a obra foi traduzida para o português pela Editora Martins Fontes (1996).

## A nova retórica
Perelman e Olbrechts-Tyteca iniciaram suas pesquisas sobre lógica de argumentos não formais em 1948. Seguindo um estudo de Frege sobre matemática, eles coletaram uma série nos campos religioso, acadêmico e profissional para verificar e aplicar suas teorias. Após uma “redescoberta” da Retórica Grego-Latina, o projeto tomou uma forma definitiva. Perelman teorizou que a lógica governante de argumentos não formais poderia ser derivada de princípios de teoria retórica e de considerações sobre os valores de uma audiência em particular.
Tais considerações afetariam a estrutura específica dos argumentos, incluindo as bases de concordância ou de "contato de espíritos" entre o comunicador e a audiência. A análise de Perelman também permitiu-lhe adicionar à sua obra uma visão geral das várias técnicas coletadas durante o curso de sua pesquisa.

## Obras
- Sobre a justiça – 1945;
- Retórica e filosofia: por uma teoria da argumentação na filosofia – 1952 (em colaboração com Lucie Olbrechts-Tyteca);
- Tratado da argumentação: a nova retórica – 1958 (em colaboração com Lucie Olbrechts-Tyteca);
- O campo da argumentação – 1970;
- Lógica jurídica: nova retórica – 1976;
- Retóricas – 1989;
- Ética e Direito – 1990.